# Hypercompe tenebra
Hypercompe tenebra är en fjärilsart som beskrevs av William Schaus 1894. Hypercompe tenebra ingår i släktet Hypercompe och familjen björnspinnare. Inga underarter finns listade i Catalogue of Life.